# 1906-os magyar úszóbajnokság
Az 1906-os magyar úszóbajnokság a 11. magyar bajnokság volt.

## Eredmények

### Férfiak
| Versenyszám                             | Arany                 | Arany   | Ezüst                         | Ezüst   | Bronz                         | Bronz |
| --------------------------------------- | --------------------- | ------- | ----------------------------- | ------- | ----------------------------- | ----- |
| 100 yard gyorsúszás augusztus 5.        | Halmay Zoltán MTK     | 1:02,2  | Ónody József MUE              |         |                               |       |
| 220 yard gyorsúszás június 9., Császár  | Halmay Zoltán MTK     | 2:35,2  |                               |         |                               |       |
| 440 yard gyorsúszás július 14., Császár | Kiss Géza MTK         | 5:53,0  | Hajós Henrik MTK              |         | Tóbiás Zoltán Józsefvárosi SC |       |
| 880 yard gyorsúszás augusztus 26.       | Otto Scheff Wiener AC | 12:11,0 | Hajós Henrik MTK              | 12:41,2 |                               |       |
| 1 mérföld gyorsúszás augusztus 12.      | Hajós Henrik MTK      | 25:38,6 | Farszky Gyula Józsefvárosi SC |         |                               |       |